# Грюнберг, Свен

Свен Грюнберг (эст. Sven Grünberg, род. 24 ноября 1956, Таллин) — советский и эстонский композитор шведского происхождения. Творческую деятельность начал в конце 1970-х годов, подражая синтезаторной рок-музыке Вангелиса и Китаро. В середине 1980-х годов обратился к космическому звучанию, включая фольклорные элементы. Лауреат Национальных премий Эстонии в области культуры (1994, 2017).

## Альбомы
- Mess (1980)
- Hingus (Дыхание) (1981)
- OM (1988)
- Milarepa (1993)
- Prana Symphony (1995)
- Hukkunud Alpinisti Hotell (Отель «У погибшего альпиниста») (2001)

## Фильмография

### Фильмы
- Отель «У погибшего альпиниста» (1979)
- Коррида (1982)
- Реквием (1984)
- Во времена волчьих законов (1984)
- Заклятие долины змей (1987)
- Русалочьи отмели (1989)
- Слеза Князя тьмы (1993)
- Парни Викмана (1995)
- Сегодня ночью не до сна (2004)
- Надоело! (2005)
- Декабрьская жара (2008)
- Sõnumitooja (2009)

### Мультфильмы
- Девочка и златогривый (1978)
- Клабуш (1978)
- Karsumm (1980)
- Клабуш в космосе (1981)
- Муфта, Полботинка и Моховая Борода (1984)
- Муфта, Полботинка и Моховая Борода 2 (1987)
- Взлет (1988)
- Следующая (1989)
- Уход (1990)
- Братья и сестры (1991)
- Жизнь Отто (1992)
- День рождения (1994)
- Bermuda (1998)
- Любовь к жизни (1999)
- Peata ratsanik (2001)
- Рождество божьих коровок (2001)
- Инстинкт (2003)[2]
- Barbarid (2003)
- Жемчужный человек (2006)[3]
- Приключения Лотты из Самоделкино (2006)[4]
- Врожденные обязательства (2008)
- Лотте и тайна лунного камня (2011)
- Лотте и пропавшие драконы (2019)